# Rezerwat przyrody w Czechach

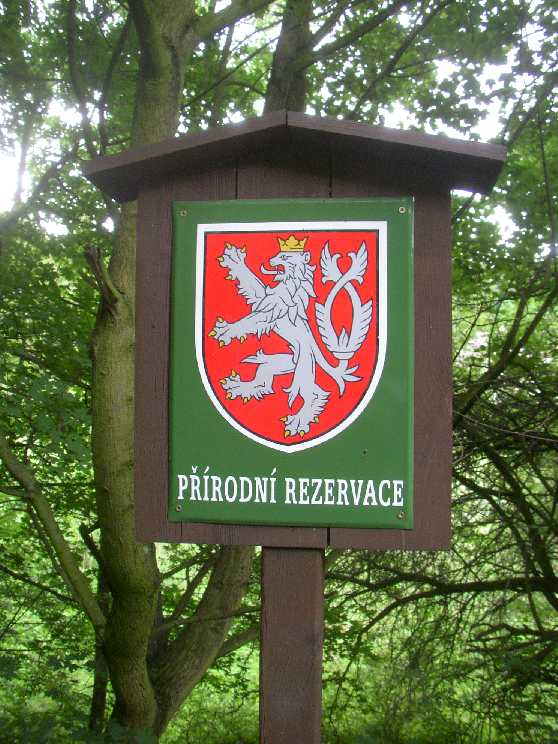
Tablica oznaczająca rezerwat przyrody w Czechach

Rezerwat przyrody w Czechach (czes. Přírodní rezervace, PR) – rezerwat przyrody o regionalnym znaczeniu w Czechach funkcjonujący zgodnie z ustawą nr 114 z 1992 roku. W maju 2012 roku było ich w Czechach 804.

## Przykłady
- Rezerwat przyrody Babylon
- Rezerwat przyrody Pavlínino údolí
- Rezerwat przyrody Ziemska brama